# HOPS-68

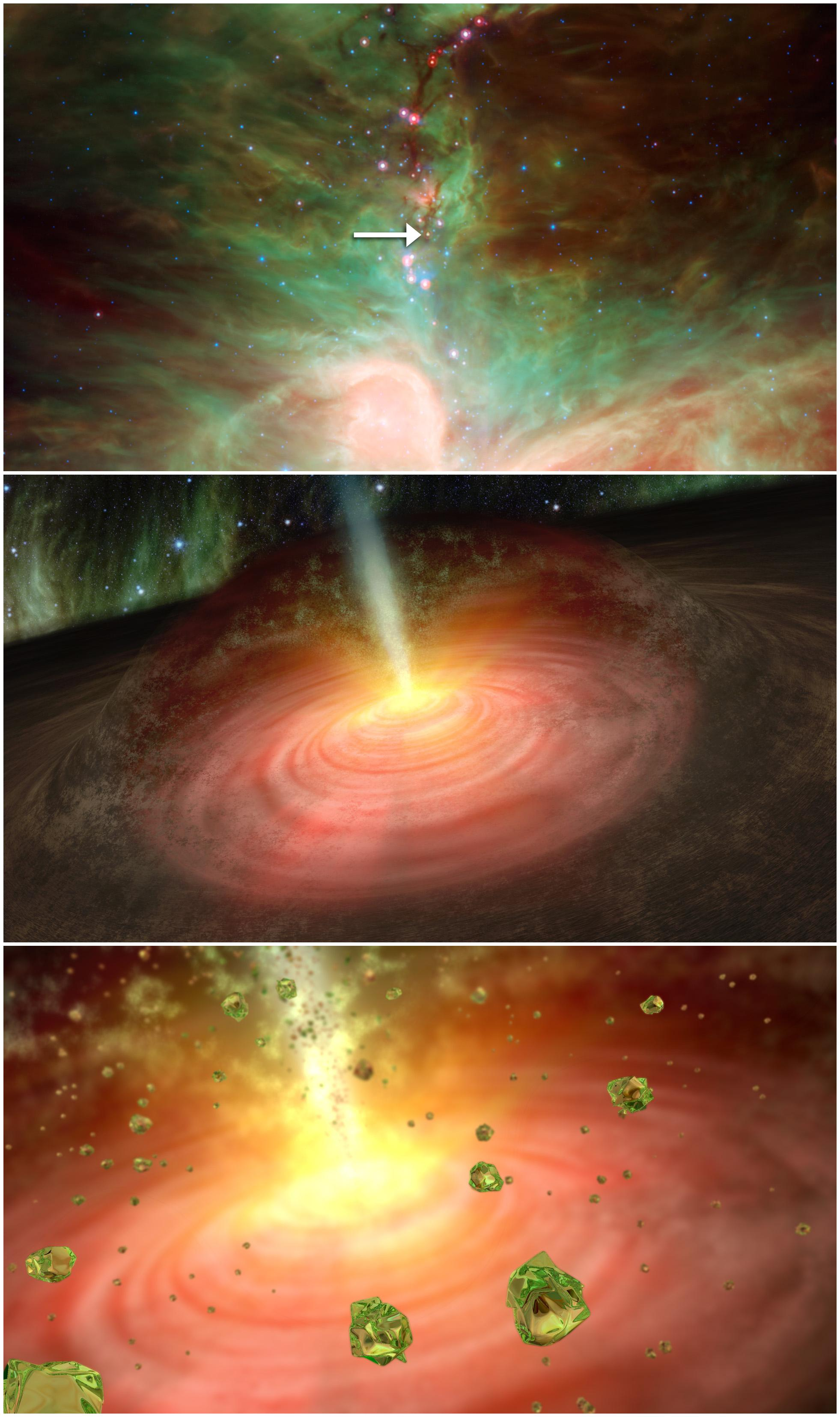
HOPS-68 – górne zdjęcie zostało wykonane przez teleskop Spitzera, strzałka wskazuje położenie protogwiazdy; pozostałe grafiki to wizja artystyczna (NASA)

HOPS-68 – protogwiazda położona w gwiazdozbiorze Oriona.
W 2011 Kosmiczny Teleskop Spitzera wykrył kryształy forsterytu wokół tworzącej się gwiazdy. Dokładne pochodzenie kryształów, do których wytworzenia potrzebna jest temperatura rzędu 700 °C, w chmurze pyłowej o temperaturze ok. –170 °C nie jest jeszcze znane.